# Виктория Луиза Прусская
Викто́рия Луи́за Пру́сская (нем. Viktoria Luise von Preußen; 13 сентября 1892, Мраморный дворец близ Потсдама — 11 декабря 1980, Ганновер) — дочь германского императора Вильгельма II, супруга Эрнста Августа Брауншвейгского, мать греческой королевы Фредерики.

## Происхождение

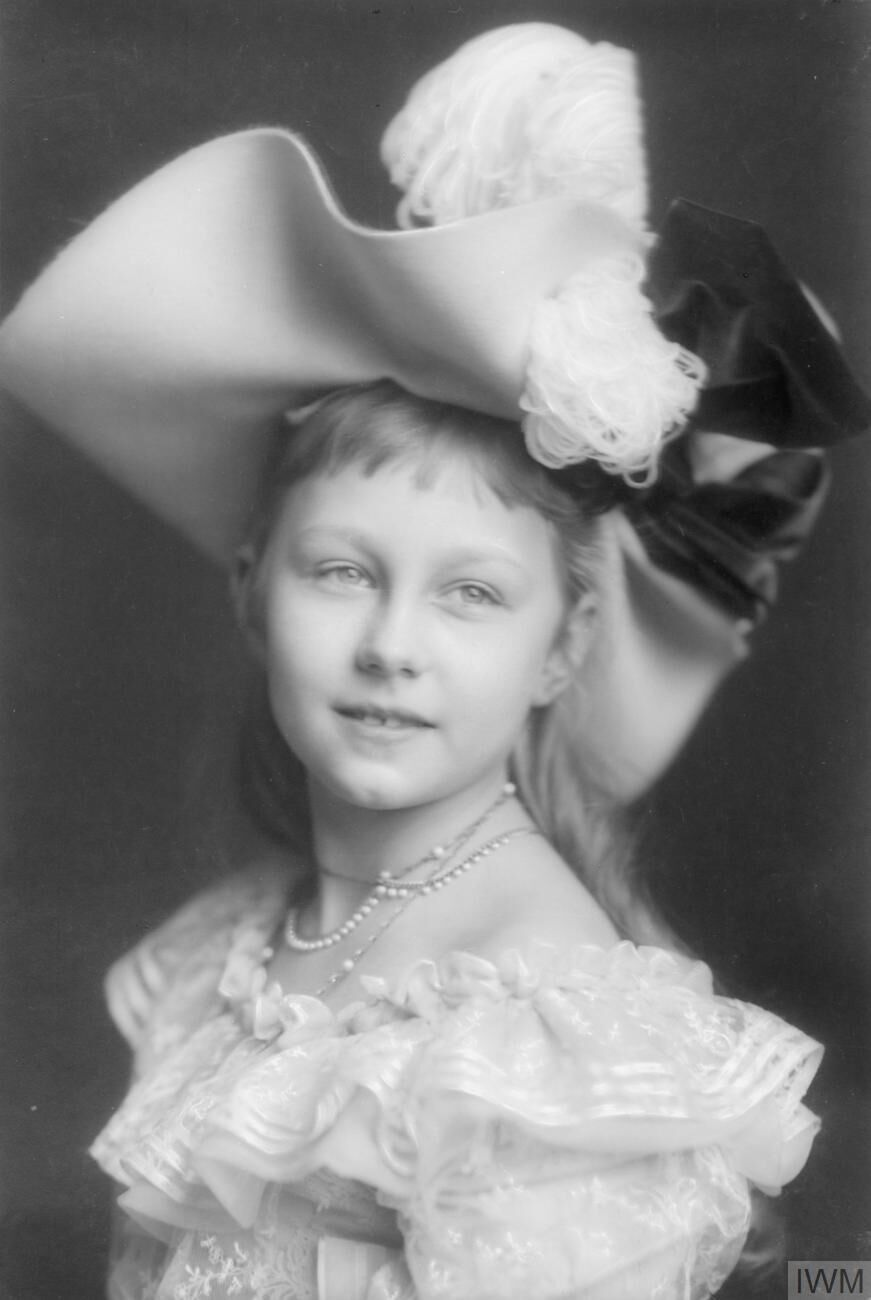
Виктория Луиза в возрасте 10 лет

Принцесса Виктория Луиза родилась 13 сентября 1892 года и была седьмым ребёнком и единственной дочерью императора Германии и короля Пруссии Вильгельма II и его жены Августы Виктории Шлезвиг-Гольштейн-Зонденбург-Августенбургской. «После шести сыновей Господь послал нам седьмого ребёнка, маленькую, но очень сильную дочь», — писала в своём дневнике вскоре после рождения девочки императрица Августа Виктория. Маленькая принцесса была крещена 22 октября; девочка была названа в честь прабабушки по отцу — королевы Виктории и прапрабабушки по отцу — королевы Луизы. В семье Виктория Луиза получила прозвище Сисси.
Историк Джастин Вовк писал, что Виктория Луиза была умна, как её бабушка императрица Виктория, величественна, как её мать, но властна и своенравна, как её отец. Ей нравилось быть в центре внимания; к тому же принцесса была любимицей отца. По словам её брата, кронпринца Вильгельма, Виктория Луиза была «единственной из нас, кто в детстве преуспел в получении удобного места» в отцовском сердце. Английская гувернантка Виктории Луизы Анна Топхэм во время их первой встречи в 1902 году отметила, что принцесса была дружелюбна, энергична, но имела плохие отношения с братом Иоахимом. Анна позже отмечала, что «воинственный» император «в кругу семьи значительно меняется» и «является доминирующей силой в жизни дочери. Его идеи и взгляды на людей и вещи настойчиво цитируются ею».
Виктория Луиза и Иоахим часто навещали своих кузенов, детей прусской принцессы Маргариты, жившей в соседнем замке Кронберг. В 1905 году принцесса увлеклась музыкой и стала брать уроки у пианистки Сандры Друкер. В мае 1911 года родители Виктории Луизы взяли её с собой в Великобританию; здесь они навестили своего кузена Георга V и посетили открытие Мемориала Виктории перед Букингемским дворцом.

## Свадьба
В 1912 году Эрнст Август Брауншвейгский, состоятельный наследник герцога Камберлендского, прибыл в Берлин к императорскому двору, чтобы поблагодарить кронпринца Вильгельма и принца Эйтеля Фридриха за участие в похоронах его старшего брата Георга Вильгельма. Находясь в Берлине, Эрнст Август встретил Викторию Луизу, и оба остались поражены друг другом. Однако любые переговоры о браке были отложены на долгие месяцы из-за политических проблем; Эрнст Август был также наследником ганноверского трона, аннексированного Пруссией в ходе войны с Австрией. Прусский кронпринц был недоволен такими обстоятельствами и пожелал, чтобы Эрнст Август отказался от прав на Ганновер, а взамен он станет наследником меньшего герцогства Брауншвейг, которое по закону должно было отойти его отцу.
Свадьба Виктории Луизы и Эрнста Августа состоялась 24 мая 1913 года в Берлине. В прессе этот брак преподносился как конец раскола между Ганноверами и Гогенцоллернами, случившегося в 1866 году. «The Times» описывал это как союз Ромео и Джульетты, но со счастливым концом. Несмотря на то, что пресса описывала это как брак по любви, до конца не ясно, был ли он таковым, или строился исключительно на политических мотивах; некоторые историки считают, что такой брак был нужен Пруссии, желавшей покончить с враждой с Ганновером, хотя в одном из писем Виктория Луиза писала, что «очень влюблена» в Эрнста Августа.
В качестве жеста примирения на свадьбе побывали почти все члены обеих семей. Кроме того, были прощены и освобождены два британских шпиона, капитан Стюарт и капитан Тренч. Свадьба стала крупнейшим событием, собравшим царствующих монархов в Германии со времён объединения страны в 1871 году, и одним из последних крупных мероприятий европейской знати перед Первой мировой войной, начавшейся четырнадцать месяцев спустя. На свадьбе присутствовали кузены Вильгельма II король Георг V и император Николай II, которых сопровождали их супруги Мария и Александра соответственно. Всего же на свадебном пиру присутствовало 1200 гостей. Императрица Августа Виктория тяжело пережила расставание с единственной дочерью.

### Жизнь в браке

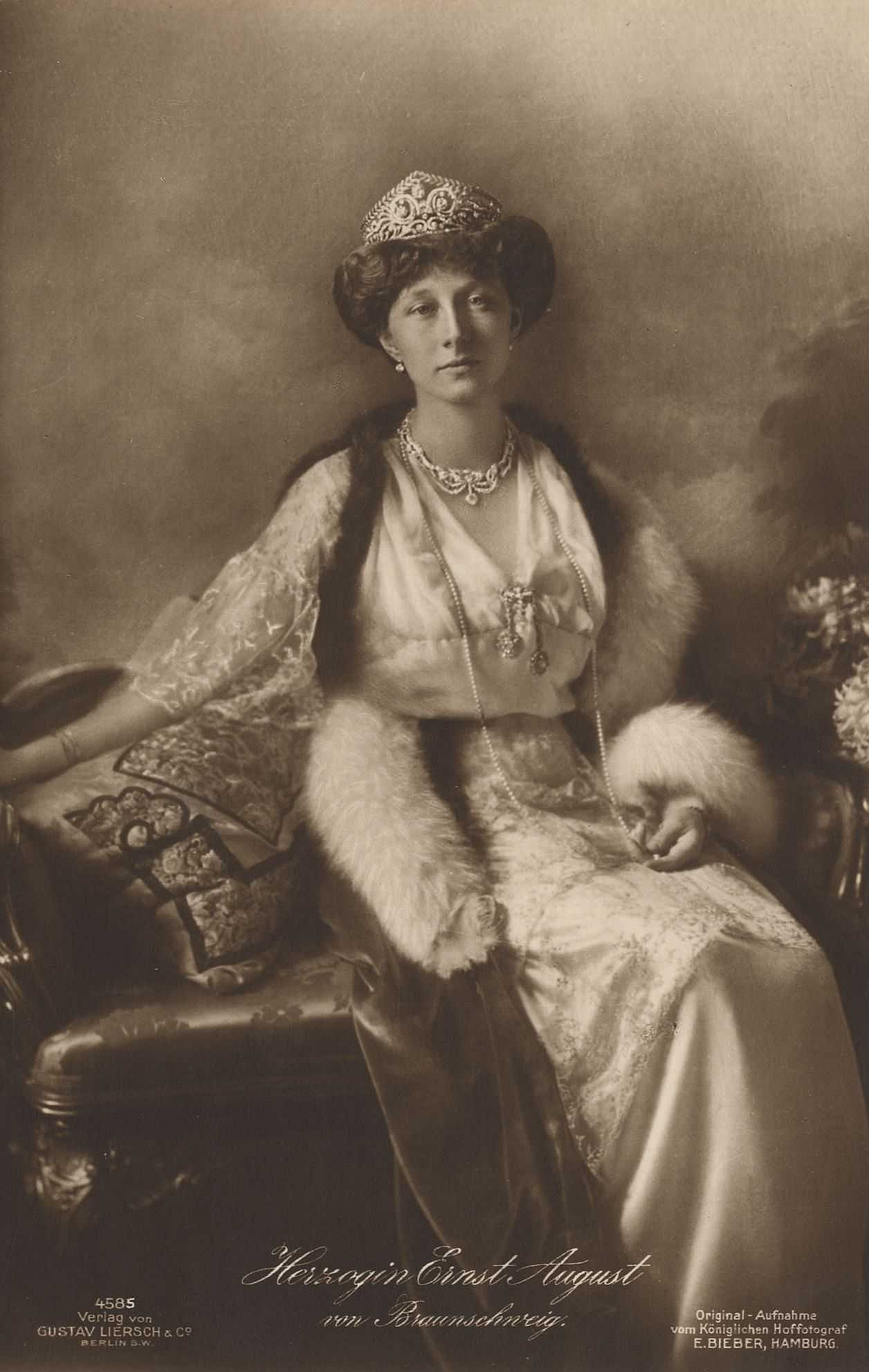
Виктория Луиза ок. 1918

Новые герцог и герцогиня Брауншвейгские отправились в столицу своего герцогства и начали семейную жизнь с рождения первенца, Эрнста Августа, меньше, чем через год после свадьбы. Всего Виктория Луиза родила пятерых детей:
- Эрнст Август Георг Вильгельм Христиан Людвиг Франц Иосиф Николас Оскар (1914—1987) — наследный принц Брауншвейга; был дважды женат: в первом браке на Ортруде Глюксбургской[англ.], от которой имел шестерых детей; во втором — на графине Монике фон Зольмс-Лаубах, во втором браке детей не было;
- Георг Вильгельм Эрнст Август Фридрих Аксель (1915—2006) — был женат на Софии Греческой и Датской, от которой имел двоих сыновей и дочь;
- Фредерика Луиза Тира Виктория Маргарита София Ольга Цецилия Изабелла Криста (1917—1981) — была замужем за королём Греции Павлом I, от которого родила сына и двух дочерей;
- Христиан Оскар Эрнст Август Вильгельм Виктор Георг Хейнрих[англ.] (1919—1981) — был женат на Мирей Дютри, от которой имел двух дочерей — Каролину-Луизу и Мирей; брак был расторгнут в 1976 году;
- Вельф Генрих Эрнст Август Георг Христиан Бертольд Фридрих Вильгельм Луис Фердинанд[англ.] (1923—1997) — был женат на Александре, принцессе Изенбург-Бюдингенской[англ.], детей не имел.

8 ноября 1918 года Эрнст Август II вынужден был отречься от всех своих прав на престол, как и другие германские короли, великие герцоги, герцоги и князья, и герцогство Брауншвейг впоследствии было ликвидировано. В следующем году, согласно Акту о лишении титулов от 1917 года, он был лишён всех британских титулов за участие в Первой мировой войне на стороне Германии; тем же актом был лишён права наследования и титула принца Великобритании и сам Эрнст Август.
Таким образом, когда умер свёкор Виктории Луизы, её муж не унаследовал британский титул отца — титул герцога Камберленда. Последующие тринадцать лет Эрнст Август был лишь главой дома Ганноверов, проживавшим уединённо в различных усадьбах.

## Во Второй мировой войне
Вторая мировая война показала подъём нацистской Германии. Несколько братьев Виктории Луизы присоединились к нацистской партии, включая бывшего кронпринца Вильгельма и Августа Вильгельма. Муж Виктории Луизы, Эрнст Август, официально никогда не вступал в партию, но помогал ей финансово и был близок с несколькими её лидерами. Как бывший британский принц, Эрнст Август, равно как и сама Виктория Луиза, желал сближения Германии с Великобританией. Якобы желая возобновить союз с Великобританией в середине 1930-х годов Адольф Гитлер попросил пару, сыграв на их настроении, заключить помолвку между их единственной дочерью Фредерикой и принцем Уэльским, но родители Фредерики отказались, полагая, что разница в возрасте между женихом и невестой была слишком большой.
В мае 1941 года отец Виктории Луизы, бывший кайзер Вильгельм II, стал страдать кишечной непроходимостью. Виктория Луиза, как и некоторые её братья, отправилась в Дорн, чтобы навестить отца. Окружённый любимыми детьми, Вильгельм быстро пошёл на поправку, но скончался в следующем месяце на руках у своей второй жены Гермины Рейсс-Грейцской. К моменту окончания войны в Европе Виктория Луиза проживала вместе с мужем во дворце Бланкенбург.
После войны Виктория Луиза тратила много времени на поддержку проектов по реставрации дворцов, светские мероприятия, охоту и выставки лошадей. Она также занималась благотворительностью, в частности, помогая проводить праздники для детей из малообеспеченных семей.

## Титулы, память, генеалогия и звания

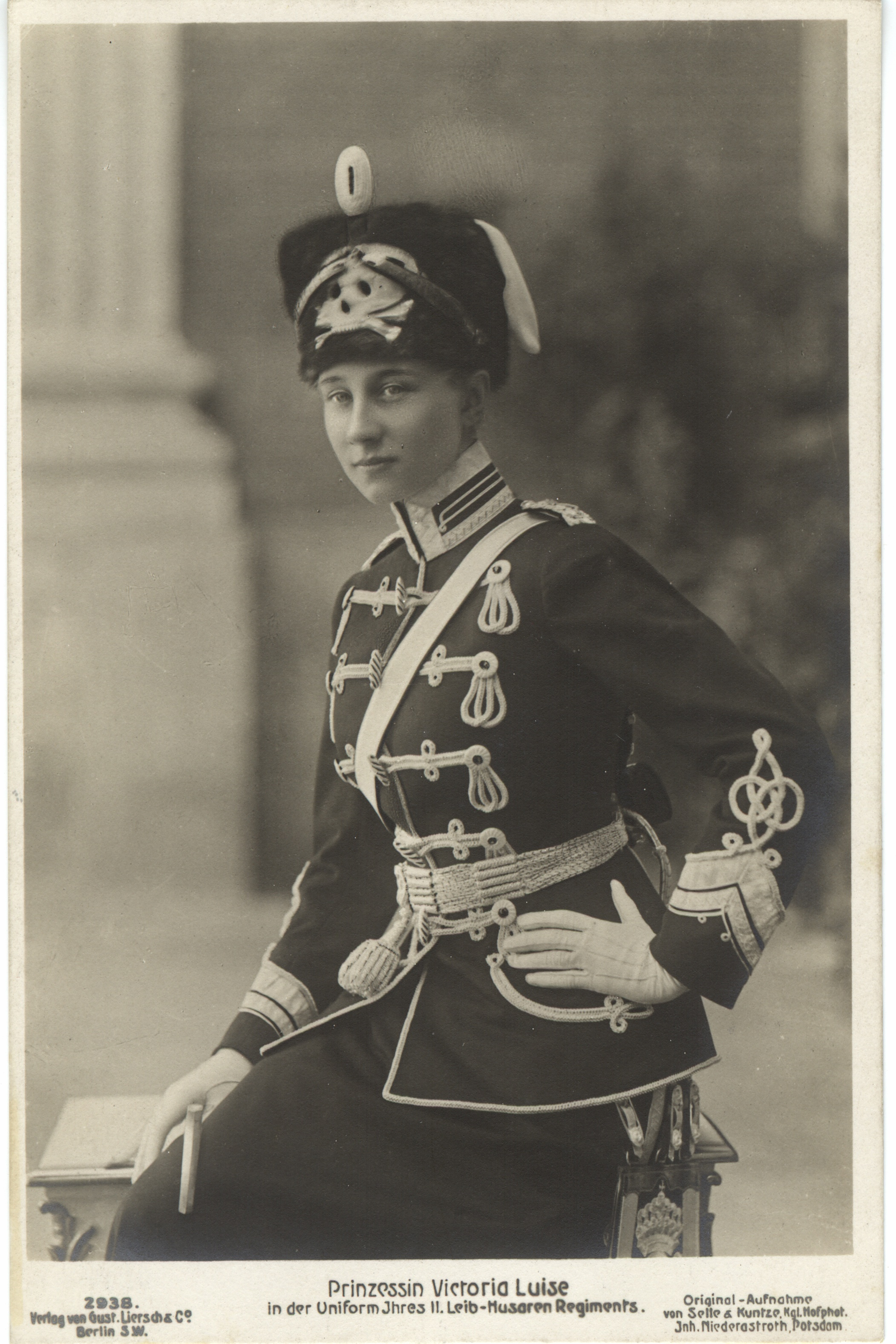
Виктория Луиза в форме 2-го лейб-гусарского полка королевы Виктории Прусской, ок. 1910

### Титулы
- 13 сентября 1892 — 24 мая 1913 — Её Королевское высочество принцесса Виктория Луиза Прусская
- 24 мая — 1 ноября 1913 — Её Королевское высочество принцесса Эрнст Август Ганноверский
  - 24 мая 1913—1917 — Её Королевское высочество принцесса Эрнст Август Камберлендский
- 1 ноября 1913 — 30 января 1953 — Её Королевское высочество герцогиня Брауншвейгская
- 30 января 1953 — 11 декабря 1980 — Её Королевское высочество вдовствующая герцогиня Брауншвейгская

### Память
В честь Виктории Луизы были названы два корабля Гамбург — Америка Лайн: пассажирский Prinzessin Victoria Luise и трансатлантический лайнер Victoria Luise. Также в честь неё был назван немецкий бронепалубный крейсер одноимённого типа.

### Военные звания
С 1909 года была шефом прусского 2-го лейб-гусарского полка («Чёрные» или «Гусары смерти»).

## Публикации
Авторство Виктории Луизы спорно. Вполне возможно, что настоящим автором книг был их издатель, правый политик Леонард Шлютер: он вёл все подготовительные работы, подбирал и оценивал материалы, а герцогиня только позволила использовать её имя.
- Как живёт дочь императора = Ein Leben als Tochter des Kaisers. — Hannover: Göttinger Verlagsanstalt, 1965. — 381 p. — ISBN 3-87267-020-4.
- В сиянии короны = Im Glanz der Krone. — Hannover: Göttinger Verlagsanstalt, 1967. — 369 p. — ISBN 3-453-00528-7.
- Фотографии имперского периода = Bilder der Kaiserzeit. — Hannover: Göttinger Verlagsanstalt, 1969. — 394 p.
- 100 лет назад = Vor 100 Jahren. — Hannover: Göttinger Verlagsanstalt, 1971. — 135 p.
- Последняя императрица Германии = Deutschlands letzte Kaiserin. — Hannover: Göttinger Verlagsanstalt, 1972. — 239 p.
- В потоке времени = Im Strom der Zeit. — Hannover: Göttinger Verlagsanstalt, 1975. — 318 p. — ISBN 9783872670267.
- Кронпринцесса = Die Kronprinzessin. — Hannover: Göttinger Verlagsanstalt, 1977. — 303 p. — ISBN 9783872670274.

## Комментарии
1. ↑  После 8 ноября 1918 года Виктория Луиза носила титул только номинально.
2. ↑  В 1866 году королевство Ганновер было аннексировано Пруссией и превращено в Провинцию Ганновер. Таким образом, Виктория Луиза была женой претендента на ганноверский трон.
3. ↑  Согласно Акту о лишении титулов от 1917 года[англ.], за участие в Первой мировой войне на стороне Германии муж и свёкор Виктории Луизы лишались всех британских титулов.
4. ↑  Семья Эрнста Августа была отстранена от наследования Брауншвейга из-за претензий на ганноверскую корону.
5. ↑  После свадьбы Эрнста Августа и Виктории Луизы Эрнст Август II Ганноверский передал свои права на герцогство Брауншвейг сыну, который стал герцогом Брауншвейгским 1 ноября 1913 года.